# Power Macintosh G3 Desktop
Le Power Macintosh G3 Desktop fut lancé en novembre 1997 accompagné des modèles Minitour. Comme son nom l'indique, il se présente sous la forme d'un boîtier compact, identique à celui des Power Macintosh série 7000. Grâce au nouveau processeur G3, même le modèle le moins puissant (cadencé à 233 MHz) surclassait l'élite de la gamme Macintosh de bureau jusqu'alors, le Power Macintosh 9600 à 300 MHz, pour un prix largement inférieur. Cette rapidité était en partie due à la nouvelle mémoire cache de type Backside cadencée à la moitié de la fréquence du processeur, contre 40 ou 50 MHz pour les anciens Power Mac. Il utilisait aussi de la mémoire SDRAM bien plus rapide, mais utilisait un disque dur à la norme IDE, moins rapide que les SCSI équipant les anciens Power Mac des séries 7000, 800 et 9000.
Deux modèles étaient disponibles au début : un à 233 MHz et un à 266 MHz. Un troisième modèle à 300 MHz (doté de plus de mémoire cache et d'un disque dur plus important) apparut en août 1998.

## Caractéristiques
- Processeur : PowerPC 750 cadencé à 233, 266 ou 300 MHz
- Adressage 32 bit
- Bus système 64 bit cadencé à 66 MHz
- Mémoire morte : 4 Mio
- Mémoire vive : 32 ou 64 Mio, extensible à 384 Mio (ou 768 Mio avec des barrettes plus récentes non supportées par Apple), attention, il faut des barrettes double-face low-profile
- Mémoire cache de niveau 1 : 32 ou 64 Kio
- Mémoire cache de niveau 2 : 512 Kio ou 1 Mio, cadencée à la moitié de la vitesse du processeur
- Disque dur E-IDE de 4 ou 6 Go
- Lecteur de disquette 1,44 Mo 3,5"
- Lecteur CD-ROM 24x ATAPI
- Lecteur Zip optionnel
- Carte vidéo ATI 3D Rage II+ ou 3D Rage Pro dotée de 2 Mio de mémoire vidéo, extensible à 6 Mio
- Slots d'extension :
  - 3 slots d'extension PCI
  - Connecteur Comm slot pour carte Modem
  - 3 connecteurs mémoire de type SDRAM PC66 (vitesse minimale : 10 ns)
  - 2 baies d'extension 3,5" libres
- Connectique:
  - Port SCSI DB-25
  - 2 ports série Mini Din-8 Geoports
  - 1 port ADB
  - Port Ethernet 10BASE-T
  - Sortie vidéo DB-15
  - Sortie audio : stéréo 16 bit
  - Entrée audio : stéréo 16 bit
- Haut-parleur mono
- Dimensions : 16,8 × 36,6 × 42,9 cm
- Poids : 10,0 kg
- Alimentation : 230 W
- Systèmes supportés : Mac OS 8.0 à Mac OS X 10.2.8

## Les différents modèles
- novembre 1997 :
  - G3/233, 32 Kio de cache L1, 512 Kio de cache L2, 32 Mio de mémoire vive, ATI Rage 3D II+ avec 2 Mio de VRAM, disque dur E-IDE de 4 Go
  - G3/266, 32 Kio de cache L1, 512 Kio de cache L2, 32 Mio de mémoire vive, ATI Rage 3D II+ avec 2 Mio de VRAM, disque dur E-IDE de 4 Go, lecteur Zip
- août 1998 :
  - G3/266, 32 Kio de cache L1, 512 Kio de cache L2, 32 Mio de mémoire vive, ATI 3D Rage Pro avec 6 Mio de VRAM, disque dur E-IDE de 4 Go
  - G3/300, 64 Kio de cache L1, 1 Mio de cache L2, 64 Mio de mémoire vive, ATI 3D Rage Pro avec 6 Mio de VRAM, disque dur E-IDE de 6 Go, lecteur Zip